# Иванов, Михаил Романович

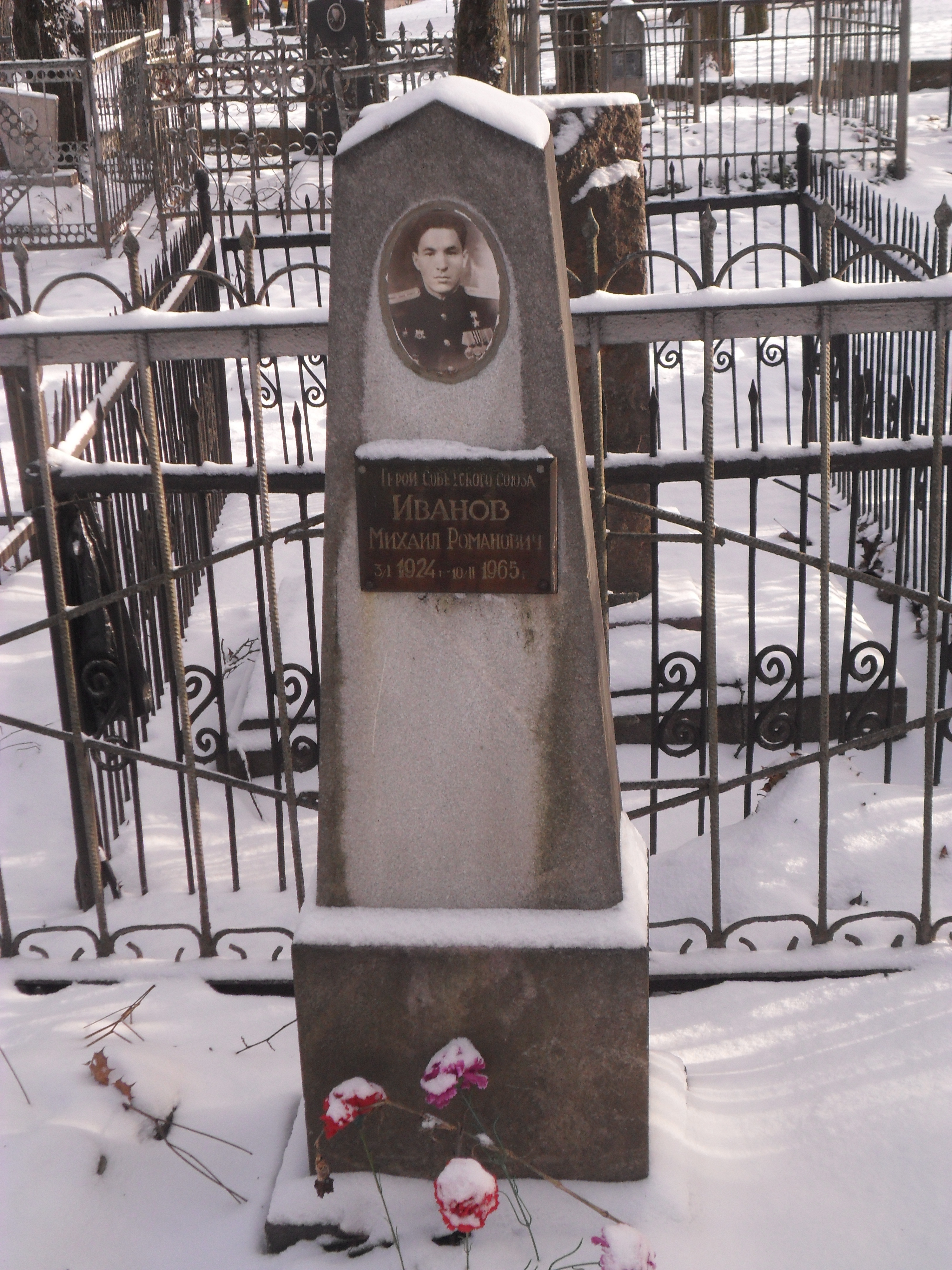
Могила Иванова на кладбище «Клинок» в городе Смоленске.

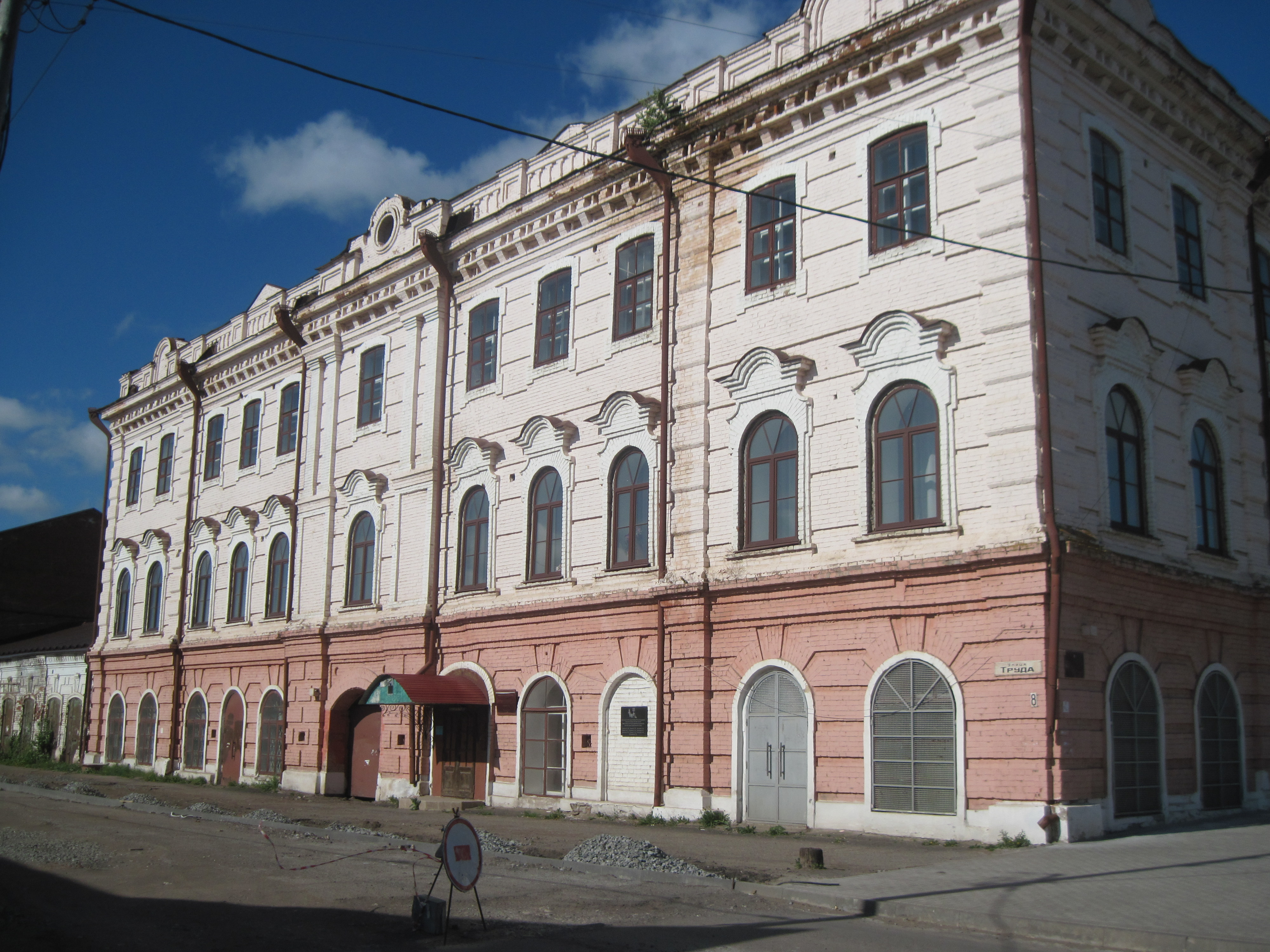
Бывшее Смоленское военное пехотное училище, Удмуртская Республика, город Сарапул, ул.Труда, 8; видна мемориальная доска.

Михаил Романович Иванов (3 января 1924, Смоленск — 10 февраля 1965, Смоленск) — капитан Советской Армии, участник Великой Отечественной войны, Герой Советского Союза (1945).

## Биография
Михаил Романович Иванов родился 3 января 1924 года в рабочей семье в городе Смоленске Смоленской губернии, ныне город — административный центр Смоленской области. Русский.
С 1931 года проживал на станции Колодня (ныне в черте Смоленска), окончил восемь классов школы № 27. В начале войны по возрасту призван не был, эвакуировался в город Агрыз Татарской АССР, работал слесарем в паровозном депо.
В августе 1942 года был призван на службу в Рабоче-крестьянскую Красную Армию. В мае 1943 года окончил Смоленское военное пехотное училище и был направлен в действующую армию командиром взвода противотанковых ружей. К февралю 1945 года гвардии старший лейтенант Михаил Иванов командовал ротой 242-го гвардейского стрелкового полка 82-й гвардейской стрелковой дивизии 8-й гвардейской армии 1-го Белорусского фронта. Отличился в феврале 1945 года в ходе боёв за Познань.
В 1944 году вступил в ВКП(б), в 1952 году партия переименована в КПСС.
9 февраля 1945 года Иванов, взяв с собой двух солдат с противотанковыми ружьями, скрытно приблизился к дотам противника, мешавшим продвижению советских частей. В результате их меткого огня были уничтожены два 75-миллиметровых орудия и крупнокалиберный пулемёт, что позволило пехоте овладеть этим важным участком обороны врага. 14 февраля Иванов вместе с тремя разведчиками предпринял вылазку в тыл сильно укреплённого дома. В рукопашной схватке лично уничтожил 8 немецких солдат, а остальных заставил сдаться в плен. В ночь с 14 на 15 февраля вместе с группой бойцов Иванов разгромил три опорных пункта противника и штаб немецкого батальона, захватив 3 орудия, 12 пулемётов и около 200 пленных. В ночь с 22 на 23 февраля Иванов участвовал в штурме крепости Познань. Скрытно поднявшись вместе с 11 солдатами на верх форта № 1, он водрузил там красное знамя, после чего отражал немецкие контратаки, причём его группа не понесла потерь, уничтожив при этом 30 вражеских солдат и офицеров и захватив в плен 125.

23 февраля … 242-й гвардейский стрелковый полк овладел наконец редутом № 1 и вышел к редуту № 3. Здесь отличился ещё один Иванов — Михаил Романович, гвардии старший лейтенант, командир штурмовой группы. После взятия редута № 1 он с десятью бойцами ворвался в главное здание крепости, уничтожил там около 30 гитлеровцев и пленил более 120, а затем водрузил на этом здании красный флаг…..
— Герой Советского Союза генерал армии Хетагуров Г.И. Исполнение долга. - М.: Воениздат,1977.- С.185.

Указом Президиума Верховного Совета СССР от 31 мая 1945 года за «мужество и отвагу, проявленные при штурме древнего польского города Познань» гвардии старший лейтенант Михаил Иванов был удостоен высокого звания Героя Советского Союза с вручением ордена Ленина и медали «Золотая Звезда» за номером 6842.
Принимал участие в форсировании Одера и штурме Берлина. 28 апреля 1945 года получил тяжёлое ранение. После выздоровления был демобилизован. В 1949 году Иванов окончил два курса Калининградского Технического института (КТИ), после чего повторно был призван в Советскую Армию. В 1954 году в звании капитана по состоянию здоровья был уволен в запас. Проживал и работал в Калининграде. В 1964 году вернулся в Смоленск.
Михаил Романович Иванов умер 10 февраля 1965 года в городе Смоленске Смоленской области. Похоронен на кладбище «Клинок» в Смоленске.

## Награды
- Герой Советского Союза, 31 мая 1945 года
  - Орден Ленина
  - Медаль «Золотая Звезда» № 6842
- Орден Отечественной войны II степени, 23 мая 1944 года
- Орден Красной Звезды, 17 сентября 1943 года
- медали

## Память
- В честь Иванова названа улица в Смоленске[1].
- Упомянут на мемориальной доске, установленной на главном корпусе Сарапульского политехнического института (филиала) федерального государственного бюджетного образовательного учреждения высшего образования «Ижевский государственный технический университет имени М.Т. Калашникова». Установлена в 2010 году с 4 фамилиями: Антонов Константин Михайлович, Митькин Борис Викторович, Спицын Спиридон Матвеевич, Теплоухов Михаил Сергеевич[2]; в 2014 году обновлена, стало 10 героев, добавились: Беляев Иван Потапович, Волошин Михаил Евстафьевич, Иванов Михаил Романович, Коновалов Алексей Дмитриевич, Максимов Иван Тихонович, Половинкин Василий Васильевич[3]. Удмуртская Республика, город Сарапул, ул.Труда, 8 — 56°28′35″ с. ш. 53°49′14″ в. д.HGЯO